# Limenitis rubrofasciata
Limenitis rubrofasciata är en fjärilsart som beskrevs av Barnes och Mcdunnough 1916. Limenitis rubrofasciata ingår i släktet Limenitis och familjen praktfjärilar. Inga underarter finns listade i Catalogue of Life.